# Прушкі (Мазовецьке воєводство)
Прушкі (пол. Pruszki) — село в Польщі, у гміні Жевне Маковського повіту Мазовецького воєводства.
Населення — 71 особа (2011).
У 1975-1998 роках село належало до Остроленцького воєводства.

## Демографія
Демографічна структура станом на 31 березня 2011 року:
|          | Загалом | Допрацездатний вік | Працездатний вік | Постпрацездатний вік |
| -------- | ------- | ------------------ | ---------------- | -------------------- |
| Чоловіки | 36      | 9                  | 19               | 8                    |
| Жінки    | 35      | 10                 | 14               | 11                   |
| Разом    | 71      | 19                 | 33               | 19                   |